# Xã Jefferson, Quận Berks, Pennsylvania
Xã Jefferson (tiếng Anh: Jefferson Township) là một xã thuộc quận Berks, tiểu bang Pennsylvania, Hoa Kỳ. Năm 2010, dân số của xã này là 1.977 người.